# موشيه زئيف فيلدمان
موشيه زئيف فيلدمان (بالعبرية: משה זאב פלדמן‏) هو حاخام وسياسي إسرائيلي، ولد في 14 نوفمبر 1930 في آيزنشتات في النمسا، وتوفي في 9 فبراير 1997 في إسرائيل. حزبياً، نشط في أغودات يسرائيل. وقد انتخب عضو الكنيست ‏ (21 نوفمبر 1988 – 13 يوليو 1992).